# Walter Neiva

Walter Neiva

Walter Neiva Filho, conhecido como Walter Neiva (São Paulo, 1º de fevereiro de 1956 - São Paulo, 26 de maio de 2021) foi um diretor cênico e cenógrafo brasileiro especialmente dedicado à encenação de óperas. 

## Carreira
Autodidata, sua descoberta do universo lírico deu-se na década de 1970, quando trabalhava como escriturário e conheceu a coleção Grandes Óperas, da Editora Abril. Ao assistir a montagem de Madame Butterfly, no Teatro Municipal de São Paulo, em 1974, decidiu que era aquilo que queria fazer. Logo escreveu ao maestro Walter Lourenção, que apresentava um programa de ópera na TV Cultura, e perguntou-lhe onde poderia aprender a encenar óperas. O regente respondeu, sugerindo-lhe que procurasse Francisco Giacheri, cenógrafo do Theatro Municipal de São Paulo. Walter começou a trabalhar no Municipal em 1976, inicialmente como "estagiário" e, depois, como assistente de Giacheri.
De 1981 a 1990, foi assistente de direção do Theatro, tendo colaborado com diretores como Hugo de Ana, Wolf Dieter Ludwig, Antonello Madau-Díaz, Gianni Ratto, Walter Cataldi-Tassoni, Renzo Frusca, Paolo Trevisi e Fernando Peixoto. Em 1989, estreou como diretor e cenógrafo, na montagem da ópera Così Fan Tutte, de Mozart, em Curitiba.  
Entre janeiro e agosto de 1991, com uma bolsa de estudos concedida pelo Instituto Goethe e pelo Instituto Internacional do Teatro (ITI), realizou estágio em Berlim, na Staatsoper Unter den Linden e na Komische Oper Berlin. "Eu frequentava o Instituto Goethe, que promovia workshops de teatro e música e ali conheci o teatrólogo alemão Henry Thorau. Fiquei amigo do diretor da entidade, Klaus Veter, e vez ou outra ele me pedia para levar convidados alemães para conhecer São Paulo. Numa dessas visitas, a caminho do Embu, paramos em minha casa para mostrar meu jardim – também sou paisagista –, e um dos presentes, Renning Riechbieter (fundador e diretor das revistas Theather Heute e Oper Welt) viu sobre a mesa um recorte de revista da encenação de Orfeu e Eurídice feita por Harry Kupfer. Resumindo, Riechbieter era amigo de infância de Kupfer, que acabou me oferecendo um estágio na Komischer Oper e na Ópera de Berlim", contou ele. Em 1992, já em São Paulo, trabalha na encenação de óperas e outros espetáculos musicais.
Em 1999, obteve o Prêmio Coca-Cola no Teatro, por sua concepção de A Flauta Mágica, de Mozart, para teatro de bonecos, destinada principalmente ao público infantil. 
Em 2001, estreou, com sucesso, duas óperas, no mesmo dia e horário: La Forza del Destino, de Verdi, no Theatro Municipal de São Paulo. No Festival de Inverno de Campos do Jordão, encena Don Pasquale, de Donizetti, que posteriormente foi também reapresentada no Teatro São Pedro, em São Paulo.
Entre 2005 e 2008, coordena a série de recitais mensais Aprenda a Gostar de Ópera, patrocinada pela TIM, em Juiz de Fora, Minas Gerais. Também atua, como instrutor e diretor cênico, de várias oficinas de ópera, em São Paulo, Curitiba, Londrina, Maringá e Juiz de Fora.
Em novembro de 2006, na Polônia, dirigiu e criou os cenários e figurinos para a ópera Don Pasquale, de Donizetti, que estreou em Cracóvia, na Polônia, sob a regência de Ricardo Kanji, que esteve à frente da Orquestra da Ópera de Cracóvia. O espetáculo  excursionou por 20 cidades da Holanda e da Bélgica, totalizando 44 apresentações, e passou a integrar o repertório da Ópera de Cracóvia.
Em maio de 2007, dirigiu e assinou a cenografia das óperas La Cambiale di Matrimonio e Il Signor Bruschino - ambas de Rossini e apresentadas conjuntamente no Theatro São Pedro (São Paulo). No Teatro Metropolitano de Medellín, Colômbia, encenou La Boheme, de Puccini (2007), e La Traviata (2008) e Otello (2009), ambas de Verdi, com sucesso. Em 2009, também obteve sucesso de público e crítica com sua encenação da ópera Carmen de Bizet, no Teatro Guaíra de Curitiba. 
Idealizou o projeto Camargo Guarnieri/Ópera, para a comemoração do Centenário de Camargo Guarnieri  (1907-2007), que incluía a encenação da ópera Pedro Malazarte, além da edição da partitura definitiva e da gravação de um DVD, que seria a primeira gravação mundial da genial parceria de Camargo Guarnieri com o escritor e musicólogo Mário de Andrade, que escreveu o libreto da ópera. 
Seus últimos trabalhos como diretor cênico foram realizados em 2016 - Carmen, no Gran Teatro Nacional de Lima, e Il Guarany, no Palácio das Artes, em Belo Horizonte. 
Walter Neiva apresentou o programa semanal Seguindo a Ópera' na Cultura FM, desde setembro de 2013 até sua morte, em maio de 2021. No programa, apresentava principalmente biografias musicais de cantores de ópera e, eventualmente, também de compositores que se dedicaram ao gênero.

## Morte
Segundo a família, em 24 de maio, Walter Neiva havia sido hospitalizado em razão de um problema respiratório crônico. Dois dias depois, após sofrer um infarto, ele morreu, na madrugada do dia 26, aos 65 anos.

## Principais óperas encenadas
Mozart
- Così fan tutte (Curitiba, São Paulo, e Rio de Janeiro, 1989),
- Bastien e Bastienne (São Paulo, 2005)
- A Flauta Mágica (Maringá, 1997; São Paulo, 1998; Manaus, 2004; Lima, 2013)
- Le Nozze di Figaro (Maringá, 1996)

Rossini
- Il Barbiere di Siviglia (Maringá, 1998; Santo André e São Paulo, 1999; Porto Alegre, 2000)
- La cambiale di matrimonio (São Paulo, 2007)
- Il Signor Bruschino (São Paulo, 2007)

Verdi
- La Traviata (Ribeirão Preto, 2001; Americana e São Paulo, 2004; Medellín, 2009)
- La Forza del Destino (São Paulo, 2001)
- Otello (São José dos Campos, 2000; Medellín, 2011)

Bizet
- Carmen (Curitiba, 2009  e  Lima, 2016)

Donizetti
- Il campanello (São Paulo, 1993)
- Don Pasquale (Belo Horizonte, Santo André, São Paulo, 1995; São Paulo e Santo André, 1997; São Paulo e Campos do Jordão, 2001; várias cidades da Polônia, Países Baixos e Bélgica, de 2006 a 2008)
- L'elisir d'amore (São Paulo, 2012)

Puccini
- Suor Angelica (Curitiba, 2003)
- Turandot (Curitiba, 2008)
- La Bohème (Medellín, 2008)
- Gianni Schicchi (Curitiba, 2011)

Camargo Guarnieri
- Pedro Malazarte (Belo Horizonte, 1996; São Paulo e Campos do Jordão, 2000; Manaus, 2005)

Menotti
- Amahl and the Night  Visitors (Manaus, 2004)

Carlos Gomes
- Il Guarany (São Paulo, 2000; Belo Horizonte, 2016)
- Salvator Rosa (São Paulo, 2005)

Mascagni
- Cavalleria Rusticana (Bebedouro, 2005)

Souza Queiroz
- Zaira (Juiz de Fora, 2004)[8]

Gershwin
- Porgy and Bess (Itu, 1998)

### Outros espetáculos e atividades correlatas
- Curso de interpretação para cantores líricos (São Paulo, fevereiro de 1992)
- Mar (São Paulo, junho a setembro de 1992)
- Recital lírico  (São Paulo, maio de 1992)
- Verdi 180 Anos (São Paulo, 1993)
- Espetáculo de encerramente do Festa da Uva (Caxias do Sul, 1994)
- De Cabral Até Agora Assim Soa Nossa História (ópera popular de Laura Lo Vacco; Maringá, 1998)
- A Flauta Mágica para crianças (Londrina, São Bernardo do Campo, São João da Boa Vista  e São Paulo, 1999)
- "VERDIano200", 2013, Club Transatlântico, São Paulo [9]
- Série de recitais Aprenda a Gostar de Ópera (2005 a 2007), Juiz de Fora
- Ponte Entre Povos (SESC Pinheiros, São Paulo, janeiro de 2005; Brasília, agosto de 2005)
- Consultoria musical para a montagem da ópera Suor Angélica (São Paulo, 1990)
- Recital de Duo de Flautas  (São Paulo, 1995)
- Jazztual (Santo André, 2004)
- "Quem Sabe", de Carlos Gomes (Rede Mulher de Televisão, 1996)
- Mulheres de Verdi (série de recitais; São Paulo, 2001)